# رغل بيضاوي
رغل بيضاوي (الاسم العلمي:Atriplex obovata) هو نوع نباتي يتبع جنس الرغل من فصيلة القطيفية.